# Roger Myerson
Pour les articles homonymes, voir Myerson.
Roger Myerson (né le 29 mars 1951 à Boston) est un économiste américain ayant travaillé sur la théorie des jeux, et plus particulièrement sur la théorie des mécanismes d'incitation. En 2007, il a partagé le Prix de la Banque de Suède avec Leonid Hurwicz et Eric Maskin.
Myerson a fait toutes ses études à Harvard, où il a obtenu un doctorat en 1976 pour son travail sur les jeux coopératifs. Il a enseigné à l'université Northwestern de 1976 à 2001, puis à l'université de Chicago à partir de 2001.
Il est l'auteur avec Mark Satterthwaite du théorème de Myerson-Satterthwaite (en).

## Publications

### Articles
Liste partielle :
- "Graphs and Cooperation in Games," Mathematics of Operations Research 2 (1977), 225–229.
- "Two-Person Bargaining Problems and Comparable Utility," Econometrica 45 (1977), 1631–1637.
- "Refinements of the Nash Equilibrium Concept," International Journal of Game Theory 7 (1978), 73–80.
- "Incentive Compatibility and the Bargaining Problem," Econometrica 47 (1979), 61–73.
- "Optimal Auction Design," Mathematics of Operations Research 6 (1981), 58–73.
- "Mechanism Design by an Informed Principal," Econometrica 51 (1983), 1767–1797.
- "Two-Person Bargaining Problems with Incomplete Information," Econometrica 52 (1984), 461–487.
- "Bayesian Equilibrium and Incentive Compatibility," in Social Goals and Social Organization, édition L. Hurwicz, D. Schmeidler, et Hugo F. Sonnenschein, Cambridge University Press (1985), 229–259.
- "Analysis of Democratic Institutions: Structure, Conduct, and Performance," Journal of Economic Perspectives 9:1 (1995), 77–89.
- "Economic Analysis of Political Institutions: An Introduction," Advances in Economic Theory and Econometrics: Theory and Applications, volume 1, edited by D. Kreps and K. Wallis (Cambridge University Press, 1997), pages 46–65.
- "Theoretical Comparisons of Electoral Systems," European Economic Review 43 (1999), 671–697.

### Livres
- Game Theory: Analysis of Conflict, Harvard University Press, 1991.
- Probability Models for Economic Decisions, Duxbury Press, 2005.